# Tetramesa poosi
Tetramesa poosi är en stekelart som först beskrevs av Phillips 1936.  Tetramesa poosi ingår i släktet Tetramesa och familjen kragglanssteklar. Inga underarter finns listade i Catalogue of Life.